# Model de doble doblet de Higgs
El model de doble doblet de Higgs (2HDM) és una extensió teòrica del model estàndard (SM) de física de partícules. L'SM conté només un estat doblet de camps del bosó de Higgs. Els models 2HDM són una de les opcions naturals que existeixen de models teòrics més enllà de l'SM que contenen dos doblets. També s'han proposat models amb tres doblets de Higgs, etc.
L'addició del segon doblet de Higgs aporta una fenomenologia més rica, ja que hi ha cinc estats escalars físicsː els bosons de Higgs neutres h i H (on H és més pesat que h per convenció) que son parells respecte de la simetria CP, el bosó de Higgs pseudoescalar A (senar respecte CP) i dos bosons de Higgs carregats H±. L'únic bosó de Higgs actualment descobert és simètric CP, de manera que es pot identificar amb l'estat h o H. Es dona un cas especial quan {\displaystyle \cos(\beta -\alpha )\rightarrow 0}, el límit d'alineació, en què el bosó h té acoblaments exactament com el bosó Higgs de l'SM. En un altre límit, on {\displaystyle \sin(\beta -\alpha )\rightarrow 0}, el bosó H és semblant al de l'SM, fent que l'h sigui més lleuger que el Higgs descobert; tanmateix, és important tenir en compte que els experiments indiquen que {\displaystyle \sin(\beta -\alpha )} és proper a 1.
El model 2HDM es pot descriure en termes de sis paràmetres físics: quatre masses de Higgs ({\displaystyle m_{\rm {h}},m_{\rm {H}},m_{\rm {A}},m_{\mathrm {H} ^{\pm }}}), la relació dels dos valors d'expectació del buit ({\displaystyle \tan \beta }) i l'angle de barreja ({\displaystyle \alpha }) que diagonalitza la matriu de masses dels Higgs-es CP neutres. L'SM només utilitza 2 paràmetres: la massa del Higgs i el seu valor d'expectació del buit.
Les masses dels bosons H i A podrien estar per sota d'1 TeV i l'experiment CMS ha realitzat cerques al voltant d'aquest rang d'energies, però no s'ha observat cap excés significatiu per sobre de la predicció del model estàndard.

## Classificació
Els models de dos doblets de Higgs poden introduir corrents neutres que canvien el sabor dels quarks i dels leptons, que no s'han observat fins ara. La condició de Glashow-Weinberg, que requereix que cada grup de fermions (quarks de tipus amunt, quarks de tipus avall i leptons carregats) s'acobli exactament a un dels dos doblets de Higgs, és suficient per tal d'evitar que els corrents neutres puguin canviar el sabor.
Segons quin tipus de fermions s'acobla a quin doblet {\displaystyle \Phi }, els models 2HDM es poden dividir en els següents tipus:
| Tipus                | Descripció           | quarks de tipus amunt s'acoblen a   | quarks de tipus avall s'acoblen a   | parell de leptons carregats a       | Observacions                                                                         |
| -------------------- | -------------------- | ----------------------------------- | ----------------------------------- | ----------------------------------- | ------------------------------------------------------------------------------------ |
| Tipus I              | Fermiofòbic          | {\displaystyle \Phi _{2}}           | {\displaystyle \Phi _{2}}           | {\displaystyle \Phi _{2}}           | Els fermions carregats només s'acoblen al segon doblet                               |
| Tipus II             | semblant a l'MSSM    | {\displaystyle \Phi _{2}}           | {\displaystyle \Phi _{1}}           | {\displaystyle \Phi _{1}}           | Els quarks de tipus amunt i avall s'acoblen a doblets separats                       |
| X                    | Específic de leptons | {\displaystyle \Phi _{2}}           | {\displaystyle \Phi _{2}}           | {\displaystyle \Phi _{1}}           |                                                                                      |
| Y                    | Flipat               | {\displaystyle \Phi _{2}}           | {\displaystyle \Phi _{1}}           | {\displaystyle \Phi _{2}}           |                                                                                      |
| Tipus III            |                      | {\displaystyle \Phi _{1},\Phi _{2}} | {\displaystyle \Phi _{1},\Phi _{2}} | {\displaystyle \Phi _{1},\Phi _{2}} | Corrents neutres que canvien el sabor a nivell d'arbre                               |
| Tipus lliure de FCNC |                      | {\displaystyle \Phi _{1},\Phi _{2}} | {\displaystyle \Phi _{1},\Phi _{2}} | {\displaystyle \Phi _{1},\Phi _{2}} | Si es pot trobar un parell de matrius que puguin ser diagonalitzades simultàniament. |

Per convenció, {\displaystyle \Phi _{2}} és el doblet al qual s'acoblen els quarks de tipus amunt.